# Ърта Кит
Ърта Кит (на английски: Eartha Kitt) е американска актриса, певица и кабаретна звезда. Едно от най-известните ѝ изпълнения е коледната песен от 1953 Santa Baby. Взима ролята на Жената-котка в сериала Батман от 1966 г., замествайки Джули Нюмар, която не е свободна за третия сезон.
Кит дебютира в киното през 1948 г. През 1950 г. получава първата си главна роля в театъра, тази на Хубавата Елена в постановката „Фауст“, режисирана от Орсън Уелс.
През 1980-те години се завръща в музиката с няколко диско хита.
Озвучава Изма в анимационния филм „Омагьосаният император“ и в сериала „Новото училище на императора“. Печели награда „Ани“ за работата си по филма и „Еми“ за сериала.

## Личен живот
През 1960 г. сключва брак с Джон Уилям Макдоналд, сътрудник в инвестиционна компания за недвижими имоти. Бракът им трае до 1965 година. Двамата имат дъщеря – Кит Макдоналд, а от нея има двама внуци. Умира на Коледа 2008 година от рак. Има звезда на Алеята на славата.